# Physopleurus crassidens
Physopleurus crassidens är en skalbaggsart som först beskrevs av Bates 1869.  Physopleurus crassidens ingår i släktet Physopleurus och familjen långhorningar. Inga underarter finns listade i Catalogue of Life.

## Bildgalleri

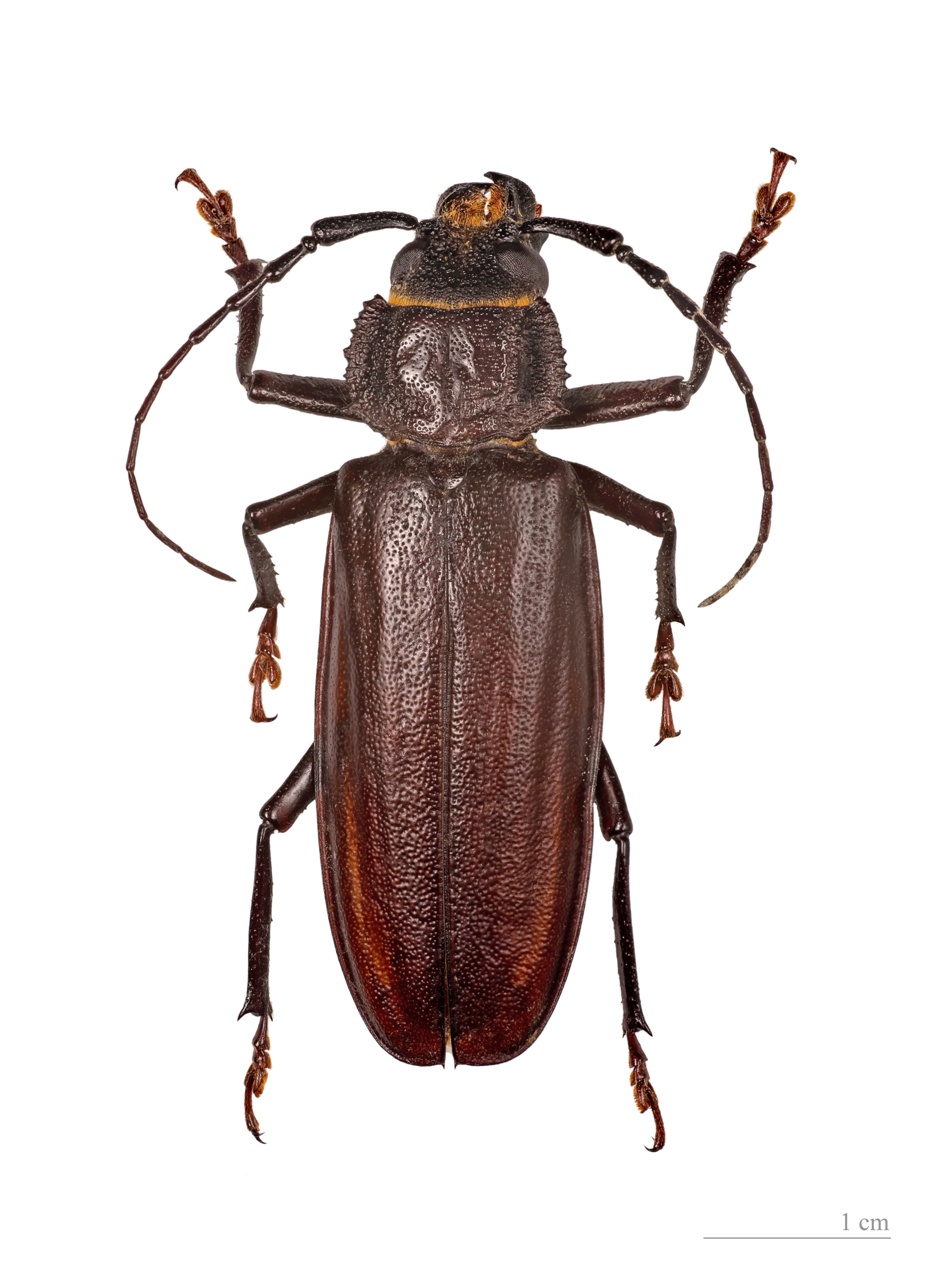